# Vicente Mestre

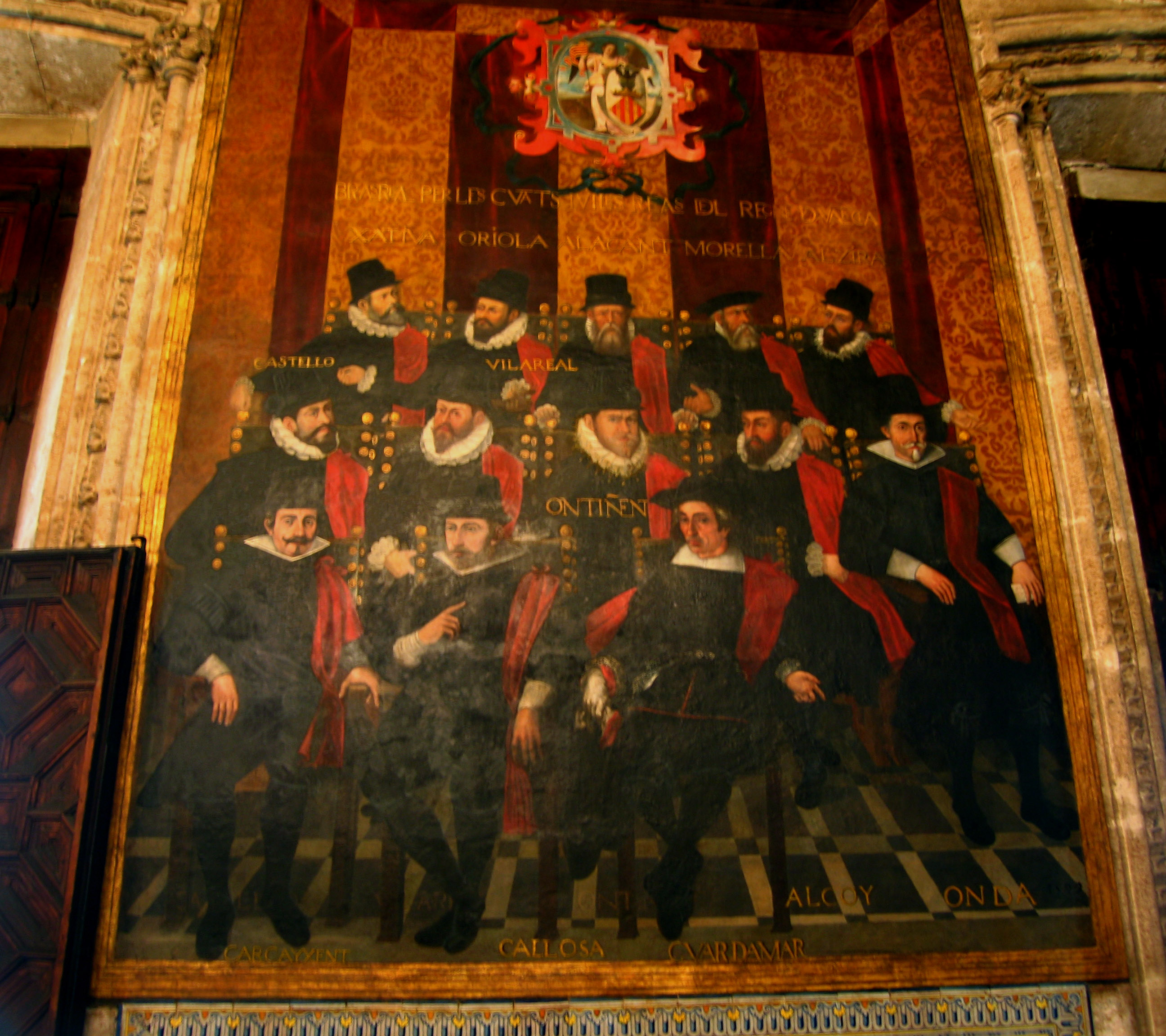
Diputados de las villas reales. Pintura mural en la Sala Nova del Palacio de la Generalidad Valenciana, 1591-1593.

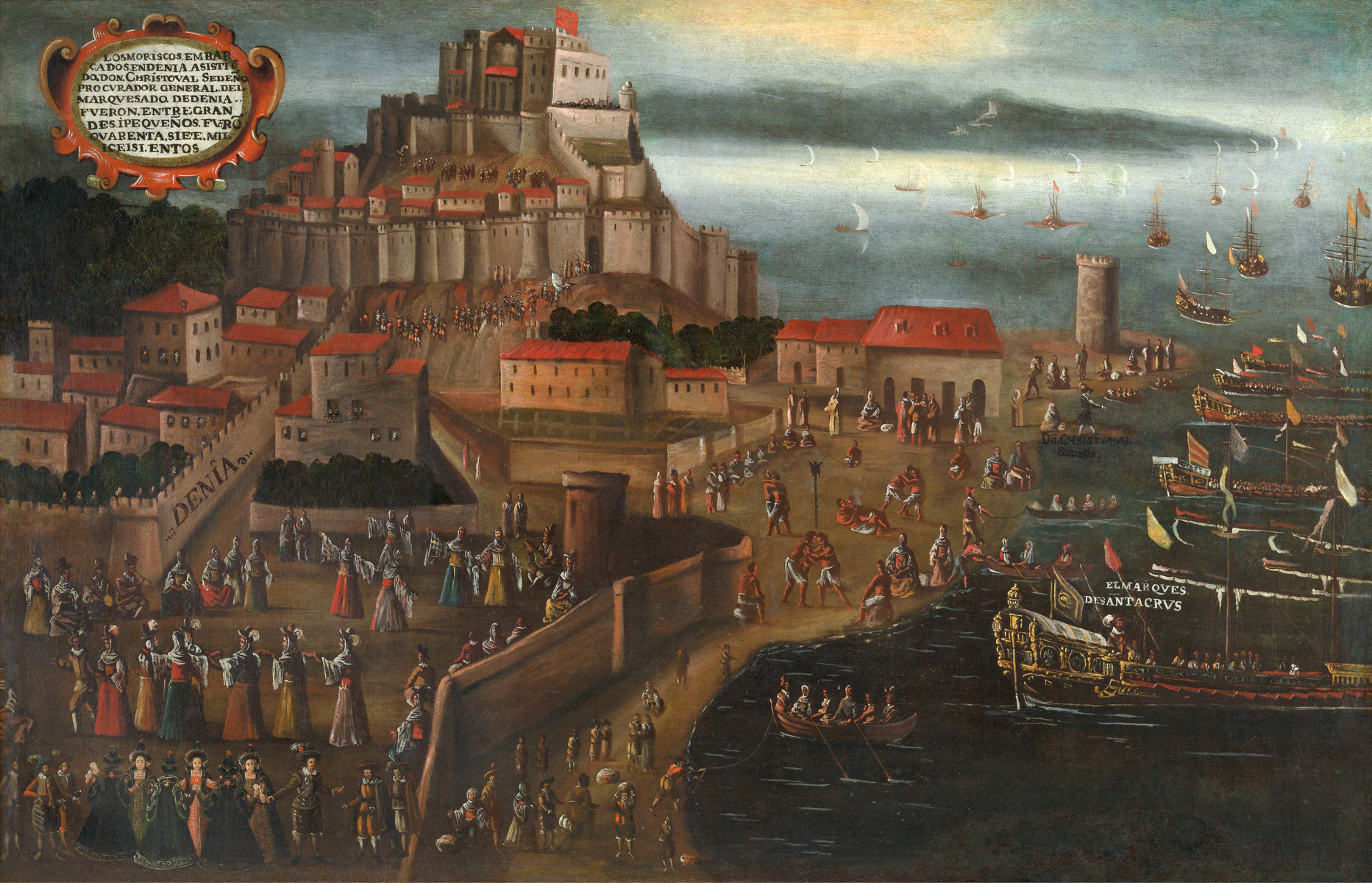
Embarco de los moriscos en el grao de Denia, óleo sobre lienzo, 109 x 173 cm, Valencia, Colección Bancaja.

Vicente Mestre fue un pintor español activo en Valencia en los años finales del siglo XVI y las dos primeras décadas del siglo XVII.
Son muy pocos los datos biográficos que se conocen, aunque, a juzgar por su participación en importantes encargos oficiales, debió de ser pintor reconocido en la Valencia de su tiempo. Las primeras noticias, de hecho, lo sitúan trabajando en la decoración mural de la Sala Nova del Palacio de la Generalidad Valenciana con Juan Sariñena y según pautas fijadas por este, a quien en 1591 se encomendó la dirección de la obra tras consultar a «los millors pintors que al present tenian noticia se trobaven aixi en la present Ciutat com en lo Regne». Al óleo y sobre el muro se representaron los retratos colectivos, pintados todos ellos al natural (al viu) según las condiciones del contrato, de los miembros de los diversos estamentos que formaban el reino asistiendo a una sesión plenaria, correspondiendo a Vicente Mestre el estamento o brazo de los diputados de las villas reales.
Por iniciativa propia pintó una Virgen del Puig que llevó en persona a Felipe II en 1595, con la pretensión de obtener la vara de alguacil extraordinario en Valencia, según cédula dirigida por el rey al virrey marqués de Caracena para que le hiciese merced de «alguno de los officios que vacaren del qual será capaz». No se conserva, como tampoco el retablo de la cofradía del Salvador de Vinaroz, de cuyas pinturas se encargó Vicente Mestre según consta por la donación que hizo a la cofradía de 40 libras de las 200 que aún se le debían en 1605.
En 1612-1613 participó en la serie de pinturas de la expulsión de los moriscos de Valencia, serie enviada a la corte en 1613 por orden del virrey Luis Benavides, en la que son suyos los lienzos del Embarque de los moriscos en el puerto de Denia y la Rebelión de los moriscos en la Muela de Cortes (Fundación Bancaja). Se le ha atribuido también el Desembarco de los moriscos en el puerto de Orán, lienzo que aunque por sus características debió de formar parte de la misma serie no se menciona en la extensa documentación del encargo.
No participó en 1616 en la recreación del Colegio de Pintores de Valencia, impulsada por Francisco Ribalta, y al contrario fue uno de los que impugnaron ante los jurados de la ciudad su creación y estatutos. La última noticia es de 1618 cuando cobró 100 libras de María Díaz, viuda de Diego de Covarrubias, vicecanciller de la Corona de Aragón, a cuenta de las pinturas que había hecho para su casa y para la capilla de San Sebastián de la catedral de Valencia, de la que dicha señora era propietaria.
La capilla está presidida por El martirio de san Sebastián de Pedro Orrente, colocado en ella en 1616, pero previamente y, al parecer, no conforme con la novedad que suponía el óleo de Orrente y su impronta naturalista, María Díaz había encargado sendos cuadros con el mismo asunto a Vicente Mestre y a Juan Sariñena, a modo de competición entre ellos, y solicitó a Francisco Ribalta un dictamen sobre la calidad de la obra de Mestre. Sariñena lo recusó y mostró su disconformidad entablando un pleito ante la Real Audiencia de Valencia en el que impugnaba el criterio de Ribalta, al que acusaba de haber participado en la pintura del lienzo de Mestre. El pago de las 100 libras y la colocación del lienzo de Orrente en su capilla, ponía fin al pleito para Mestre, pero se desconoce el destino de su propia versión del san Sebastián y de los restantes trabajos hechos para la viuda del vicecanciller.